# Il castello bianco
Il castello bianco è un romanzo dello scrittore turco Orhan Pamuk, pubblicato nel 1985.

## Trama
Gli eventi della storia hanno luogo nel XVII secolo. Il romanzo narra la storia di un giovane studioso italiano che, durante un viaggio via nave da Venezia a Napoli, viene catturato dai Turchi. Il prigioniero viene incarcerato ad Istanbul, ma riesce ad entrare nelle grazie del Pascià. Successivamente, diviene lo schiavo di uno studioso noto come "Maestro", un uomo avente pressappoco la sua età e con cui condivide una straordinaria somiglianza fisica. Lo schiavo viene obbligato ad istruire il Maestro nelle varie scienze occidentali, dalla medicina all'astronomia. Ma il Maestro si domanda come mai lui e il suo schiavo sono le persone che sono e se, data la conoscenza dei segreti più intimi dell'altro, essi possano scambiarsi identità.
Il castello bianco segna una profonda svolta stilistica nell'opera dell'autore, sino ad allora strettamente legata alla tradizione artistico-letteraria del Naturalismo, mostrando un avvicinamento alla sensibilità ed estetica della letteratura postmoderna, con la costruzione, all'interno della struttura di questo specifico romanzo, di distinti e sovrapponibili piani narrativi, sorretti e modulati da un impianto letterario autoreflessivo (metaletteratura) e fortemente intertestuale.